# Cotoneaster scandinavicus
Espèce
Classification phylogénétique
Cotoneaster scandinavicus, le Cotonéaster de Scandinavie, est une espèce de plantes à fleurs du genre Cotoneaster et de la famille des Rosaceae originaire de Scandinavie, présente en Norvège, Suède et Finlande au sud du cercle Arctique, dans les îles danoises de Bornholm, et aussi dans les États baltes (Estonie et Lettonie),.